# نخستین گناه کبیره
نخستین گناه کبیره (به انگلیسی: The First Deadly Sin) فیلمی است محصول سال ۱۹۸۰ و به کارگردانی برایان جی هاتن است. در این فیلم بازیگرانی همچون فرانک سیناترا، فی داناوی، دیوید دوکس، جیمز ویتمور، برندا واکارو، مارتین گابل، جرج کو، جو اسپینل، جفری دی‌مان و بروس ویلیس ایفای نقش کرده‌اند.